# Morris Major
Der Morris Major und der Austin Lancer waren PKW-Modelle, die die British Motor Corporation in Australien von 1958 bis 1964 fertigte.
Major und Lancer gab es in drei Serien, I, II und Elite. Die Serie I entsprach dem Wolseley 1500, bzw. Riley 1.5 aus Großbritannien, war aber einfacher ausgestattet. Der Austin Lancer wurde im April 1962 aus der Produktion genommen. Beide Fahrzeugmodelle wurden komplett im BMC-Werk Zetland (New South Wales) bei Sydney gebaut und nicht nach Europa, Asien oder Amerika exportiert. 98 % der Teile kamen aus australischer Fertigung. Viele dieser Fahrzeuge wurden auch nach Neuseeland exportiert.

## Series I (1958–1959)
Morris Major, Austin Lancer, Wolseley 1500 und Riley 1.5 beruhten alle auf derselben Konstruktion und sollten ursprünglich den populären Morris Minor aus dem BMC-Werk Longbridge in England ersetzen. Diesen Plan gab man aber wegen der ungebrochenen Popularität des Minor auf und 1957 erschien die Wolseley-Version, gefolgt von der Riley-Version. Es waren leichte Limousinen, die die Torsionsstabfederung an der Vorderachse und die blattgefederte Hinterachse, die Bodenbleche und die bewährte Zahnstangenlenkung des Minor übernahmen. Die automobilen „Vierlinge“ wurden von dem bekannten BMC-B-Motor, einem Reihenvierzylinder mit 1489 cm³ Hubraum angetrieben. Ab 1962 wurde die in Australien entwickelte 1622 cm³-Version dieser Maschine in den Major Elite eingebaut. Alle hatten rundum schwere Trommelbremsen, von Lockheed beim Morris, Austin und Wolseley und von Girling beim Riley. Diese Konstruktionsprinzipien resultierten populäre, spritzige Familienlimousinen der unteren Mittelklasse, die robust gebaut waren und deren Fahreigenschaften damals führend waren. Major und Lancer, die sich von den sportlicheren und luxuriöser ausgestatteten Wolseley- und Riley-Limousinen unterschieden, hatten die gleiche Auslegung, Ausstattung und Motorisierung wie die zeitgenössischen britischen Modelle von Morris und Austin. Obwohl Major und Lancer eher bescheidene Fahrzeuge waren, boten sie doch einen hohen Komfort- und Qualitätsstandard: Es handelte sich um moderne Autos mit guter Preiswürdigkeit. Das sportliche Potenzial der beiden Fahrzeuge wurde sofort erkannt und von Spezialisten umgebaute Exemplare nahmen 1960 erfolgreich an Rennen der Australischen Tourenwagenmeisterschaft teil.

## Series II (1959–1962)
Morris Major und Austin Lancer der ersten Serie verkauften sich ausreichend gut und fuhren auch genügend Profit ein, da die Entwicklungskosten ihnen nicht zugerechnet und viele Gleichteile verwendet wurden. Dennoch investierte BMC sehr schnell in eine Überarbeitung zum Major bzw. Lancer, der Serie II, die noch beliebter bei den Kunden werden sollte. Durch die Überarbeitung unterschieden sich die australischen Zwillinge deutlich von ihren englischen Schwestermodellen. Sie wurden außen um 9″ länger, wozu auch ein verlängerter Radstand beitrug, und bekamen Heckflossen und eine neue Fahrzeugfront. Das Styling der Serie II wurde von amerikanischen Ideen inspiriert und viele meinten, dass es den Autos zu besserem Aussehen verhalf. Viele Änderungen gab es an der ursprünglichen Konstruktion und die meisten sollten dazu beitragen, die Wagen den rauen australischen Straßenverhältnissen besser anzupassen und ihre Wettbewerbsfähigkeit gegenüber den größten Wettbewerbern, Holden und Volkswagen, zu verbessern. Radaufhängungen und Fahrwerk wurden verstärkt, vorne wurde eine Sitzbank anstatt der bisherigen Einzelsitze eingebaut, es gab neue Luftauslässe für Heizung und Lüftung und ein neues Armaturenbrett. Auch war die Hinterachse der Serie I (eine Konstruktion vom Morris Minor, die mit der Motormehrleistung nicht gut zurechtkam) als zu schwach verschrien. Achse und Differenzial wurden also verstärkt, aber leider hatten die Schwierigkeiten mit diesen Bauteilen in der Serie I schon den Ruf des Modells und seines Herstellers verdorben. Die Motoren der Serie II wurden mit einem einzelnen SU-HS2-Vergaser und einer SU-Kraftstoffpumpe ausgestattet und bekamen eine andere Ölwanne, die für mehr Bodenfreiheit sorgte. Die Serie II wurde von der Motorpresse wegen der vielen Detailverbesserungen, den besseren Fahreigenschaften und dem guten Preis-Leistungs-Verhältnis sehr gelobt.

## Morris Major Elite (1962–1964)
Der im April 1962 eingeführte Morris Major Elite war die dritte und letzte Version dieses Modells und ersetzte den Austin Lancer mit, da diese Marke wegen Änderungen im australischen BMC-Händler-Netzwerk nicht mehr benötigt wurde. Es gab nun nur noch BMC-Händler und keine separaten Händler für jede der BMC-Marken. So entschied man sich, dass zwei Markenausführungen des gleichen Autos nicht mehr sinnvoll wären, obwohl man bis kurz vor der Vorstellung des Elite noch ein Austin Lancer Series III in Planung war. Der Elite hatte den vergrößerten 1622 cm³-Motor mit mehr Leistung; diese Version hatte einen Zenith-VN-Vergaser und eine mechanische Benzinpumpe von Goss. Teleskopstoßdämpfer hinten, Befestigungspunkte für Sicherheitsgurte und verbesserte Gummipuffer für die Vorderradaufhängung waren weitere technische Verbesserungen. So erreichte man ein überzeugendes Facelift mit nur wenigen Änderungen an der Karosserie; es bestand aus verchromten Zierleisten an den Fensterrahmen, einem neuen, breiten Kühlergrill (ähnlich dem des zeitgenössischen Morris Oxford) und einem raketenförmigen Farbblitz an den Heckflossen. Neu waren auch die Heizung / Lüftung, Zweifarbenlackierung im etlichen neuen einfachen und Pastelltönen, bessere Innenausstattung und Scheibenwaschanlage. Der Verkaufspreis lag auch unterhalb dem des Vorgängers, was den schon sehr preiswürdigen Major noch preisgünstiger machte. Die Verkaufszahlen lagen sehr gut und die Garantieaufwendungen lagen so niedrig wie bei keinem anderen bisherigen BMC-Modell in Australien.
Die Einführung des Morris 1100 führte 1964 zur Produktionseinstellung des Major. Eine Reihe von Exemplaren aller Versionen von Major und Lancer haben bis heute überlebt.

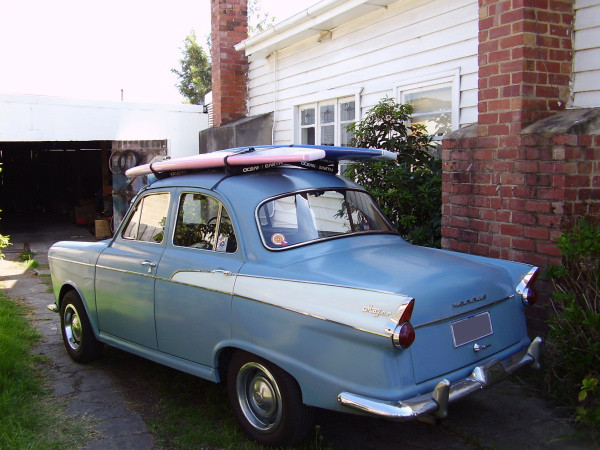
Morris Major Elite (1963)

## Heutige Situation
Insgesamt waren der Morris Major und der Austin Lancer ziemlich stabile und dauerhafte Fahrzeuge, einschließlich ihrer fast unzerstörbaren Motoren. Zwanzig oder dreißig Jahre nach Produktionsende konnte man sie noch in großer Zahl auf der Straße sehen, was für ein solide Konstruktion spricht. Heute sind diese Modelle relativ selten, wenn auch die Überlebensrate von Major und Lancer – in richtigen Zusammenhang gesetzt – ganz respektabel ist. Wegen der Fahrfreude, dem einfachen Unterhalt, seiner Keckheit und seinem Charakter macht es Spaß, einen Major oder Lancer zu besitzen. Im Vergleich zu einigen anderen Nachkriegsautos haben Major und Lancer großen Nutzwert und sind bei guter Pflege sicher im täglichen Einsatz im modernen Straßenverkehr. Zu seinen Stärken zählen gute Bremsen, sichere Straßenlage, hervorragende Zuverlässigkeit, geringer Benzinverbrauch und kompakte Außenmaße bei sehr guter Rundumsicht. Nach heutigen Standards war die selbsttragende Karosserie dieser Wagen eher zu solide gebaut. Rost allerdings war und ist noch immer das größte Problem. Komponenten, wie die Lenkung, die Radaufhängungen, die Schalter, die Scheibenwischer, die Heizung und die elektrischen Bauteile waren von robuster Konstruktion, wodurch die meisten straßenzugelassenen Exemplare noch ihre ursprüngliche Ausstattung besitzen, die unverändert gut funktioniert. Die Motoren der BMC-B-Serie sind weltweit für ihre gute Tunebarkeit bekannt und wurden in bekannten Sportwagen, wie den MGA, dem MGB und anderen eingesetzt. Daher nutzen einige Eigentümer dieser Wagen weiterhin dessen Potenzial. Etliche Automobilclubs in Australien versorgen ihre Autos mit Ersatzteilen und bieten ihnen technischen Rat und soziale Aktivitäten.